# 寄港地 (イベール)
交響組曲（3つの交響的絵画）『寄港地』（仏: Escales, 3 Tableaux Symphoniques）は、フランスの作曲家ジャック・イベールの管弦楽曲。1922年、イベールが32歳のときに完成された作品であり、ローマ大賞受賞によるローマ留学中に提出された作品で、イベールの出世作となった。
イベールは1910年にパリ音楽院に入学しているが、在学中の1914年に第一次世界大戦が勃発すると、志願して海軍士官になったという経歴を持っている。イベールは戦争中に海軍士官として地中海を航海したが、各地に寄港した際に接した異国の風物の見聞や、ローマ留学中のスペイン旅行から得た印象がこの曲には盛り込まれている。

## 概要

### 初演
1924年1月6日、ポール・パレー指揮コンセール・ラムルー管弦楽団。1948年には、セルジュ・リファールによる3場のバレエとして初演された。

### 出版
アルフォンス・ルデュック（パリ、1925年）
出版されているスコアには3種類のタイトル表記が見られる。
- Escales...（表紙。最初の"E" だけが大文字で残りは小文字。末尾に3つの"."が付く。）
- ESCALES... （楽器編成が書かれたページ。全て大文字で"E" だけ活字サイズが大きい）
- ESCALES..... （スコアの1ページ目。"."が5つ）

なお、スコアには「交響組曲」に相当するサブタイトルは印刷されていない。また、各楽章も"No.I , No.II , No.III "とだけ書かれており、それぞれのタイトルは示されていない。

## 編成
| 木管   | 木管                            | 金管            | 金管            | 打              | 打                                                  | 弦              | 弦              |
| ------ | ------------------------------- | --------------- | --------------- | --------------- | --------------------------------------------------- | --------------- | --------------- |
| Fl.    | 2 (1本は第2ピッコロ持替), Picc. | Hr.             | 4               | Timp.           | ●                                                   | Vn.1            | ●               |
| Ob.    | 2, C.A.                         | Trp.            | 3               | 他              | B.D., Cym., S.D., Tamb., Cast., Tam-t., Tri., Xylo. | Vn.2            | ●               |
| Cl.    | 2                               | Trb.            | 3               | 他              | B.D., Cym., S.D., Tamb., Cast., Tam-t., Tri., Xylo. | Va.             | ●               |
| Fg.    | 3                               | Tub.            | 1               | 他              | B.D., Cym., S.D., Tamb., Cast., Tam-t., Tri., Xylo. | Vc.             | ●               |
| 他     | ‐                               | 他              | ‐               | 他              | B.D., Cym., S.D., Tamb., Cast., Tam-t., Tri., Xylo. | Cb.             | ●               |
| その他 | その他                          | Celesta, Harp 2 | Celesta, Harp 2 | Celesta, Harp 2 | Celesta, Harp 2                                     | Celesta, Harp 2 | Celesta, Harp 2 |

## 楽曲構成

### 第1曲「ローマ ― パレルモ」
6/8拍子。緩やかに。ローマを出航し、地中海をシチリア北岸の港パレルモへと向かう航海の描写。弱音器をつけた弦楽合奏で開始され、フルートが海の情景を描きだす。音楽が徐々に高まるとトランペットがタランテラを導入し、南国の喧騒の情景が描かれる。南国の喧騒が静まると、冒頭の海の情景が回帰し、曲を閉じる。

### 第2曲「チュニス ― ネフタ」
7/4拍子（4/4拍子と3/4拍子が交代）。リズミカルな中庸の速度。ティンパニとコル・レーニョやピッツィカートを交えた弦楽の伴奏に乗せて、終始オーボエがアラビア風のエキゾチックな旋律を自由に展開しつつ奏でる。チュニジアの港町チュニスから、南の奥地の町ネフタへ向かう旅の情景。

### 第3曲「バレンシア」
3/8拍子。活気をもって。打楽器を交えた、色彩豊かなスペイン舞曲セギディーリャのリズムに乗せて、多彩な主題が登場する。中間部での弛緩を経て、曲は再び活気を増し、交錯する主題のなかで激しさと興奮を加えて全曲が閉じられる。スペイン東部の港町バレンシアの情景である。